# Chindogu
Chindogu of Chindōgu (珍道具) is het Japanse woord voor prachtige ideeën die op het eerste gezicht de perfecte oplossing zijn voor een bepaald probleem. Echter, de gebruiker van de uitvindingen ontdekt al snel dat het gebruik meer problemen met zich meebrengt dan het feitelijk oplost.
Letterlijk vertaald betekent het ongewoon (珍, 'chin') gereedschap (道具, 'dōgu'). De term is in omloop gebracht door Kenji Kawakami, een Japanse uitvinder en schrijver. Kawakami publiceerde dit idee in een boek in de jaren 90 dat in het Engels "101 Unuseless Japanese Inventions: The Art of Chindōgu" genoemd wordt. Door het succes van het boek kwam hij met het vervolg "99 More Unuseless Japanese Inventions" dat een paar jaar later uitkwam. Van de twee boeken samen zijn alleen al in Japan bijna 250.000 exemplaren verkocht. Daarnaast zijn de boeken in veel talen vertaald.
Enkele voorbeelden uit de boeken:
- Een gecombineerde plumeau en cocktailshaker, voor de huisvrouw die zichzelf wil belonen voor het harde werk
- De continue-zakdoekrol, in feite een wc-rol op een hoed, voor mensen met hooikoorts
- Stoffer-slippers voor katten zodat ze helpen met schoonmaken als ze door het huis lopen
- Een lichaambedekkend plastic pak voor mensen met watervrees, zodat ze kunnen zwemmen zonder met water in contact te komen. Probleem is echter wel dat ademen niet mogelijk is...
- De selfie-stick (die, geheel buiten verwachting, een succes werd)